# Polyus Gold
Polyus Gold (russisch Полюс Золото Poljus Soloto) ist ein russisches Bergbau- und Metallurgieunternehmen im Bereich Goldabbau. Der Firmensitz ist in Moskau. Von 2002 bis zum Spin-off 2006 war Polyus eine Tochtergesellschaft von MMC Norilsk Nickel. Das Unternehmen ist im RTS Index an der Börse gelistet.

## Unternehmensgeschichte
Das Unternehmen wurde 1980 durch Hasret Medschidowitsch Sowmen gegründet und begann seinen Bergbau im Olympiad-Goldfeld. Das Unternehmen Lensoloto aus der Region Bodaibo (gegründet 1921 durch die Verstaatlichung von über 400 Goldherstellern in Sibirien) wurde 2003 Teil von Polyus Gold.
2004 wurde das Goldbergwerk Matrosow in der Region Natalka erschlossen. Eine Nebenwirkung davon war ein Mitarbeiteranstieg von 2.800 auf 9.700 in nur einem Jahr.

## Bergwerksstandorte
- Region Krasnojarsk: das große Vorkommen Olympiade, Blagodantoje, Titimuchta, Tirada, Oleny, Razsdolinskaja, Syrjanowskaja und Panimba
- Oblast Irkutsk: Sapadnoje, Werninskoje, Perwenez, Tschjortowo Korito und Mukode
- Oblast Magadan: Natalka, Degdekan und Wostotschnoje
- Republik Sacha: Kuranach und Kitschtus
- Oblast Amur: Bamskoje